# Pelgön Thrinle

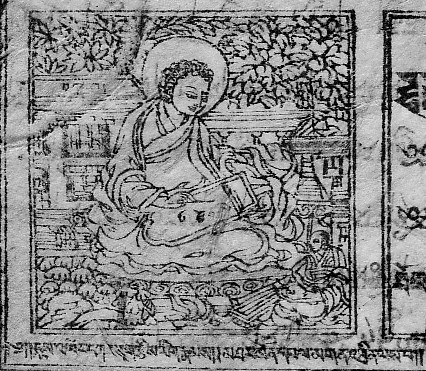
Der Astronom Pelgön Thrinle

Pelgön Thrinle (tib.: dpal mgon 'phrin las; * 2. Hälfte des 15. Jahrhunderts; † 1. Hälfte des 16. Jahrhunderts) war ein bekannter tibetischer Astronom und Meister der Sinotibetischen Divinationskalkulationen. Er arbeitete als Astronom, Hofastrologe und Divinationsmeister am Hof der Phagmo-Drupa-Herrscher. Seine Werke wurden intensiv von Desi Sanggye Gyatsho für die Abfassung des Vaiḍūrya dkar-po benutzt.
Pelgön Thrinle wurde als jüngster Sohn des Phugpa Josepa (tib.: phug pa jo sras pa) geboren. Er gehörte einer alten Familie von Astronomen und Divinationsmeistern an. Sowohl sein Großvater Āryadeva als auch zwei seiner Onkel, nämlich Künga Pel (tib.: kun dga' dpal) und der berühmte Phugpa Lhündrub Gyatsho, waren große Kenner der Astronomie.
Von Pelgön Thrinles zahlreichen Schriften ist insbesondere sein Werk zur Theorie der mittleren Bewegung der Himmelskörper hervorzuheben, welches den Titel Zhag gsum rnam dbye mkhas pa'i yid 'phrog („Analyse nach den drei Tagesarten, die den Gelehrten den Verstand raubt“) trägt. Überliefert sind daneben die Titel von weiteren Abhandlungen, die Pelgön Thrinle verfasst hat, nämlich:
- gShin rje dpung gnon,
- Zhal lung mdzes rgyan,
- Lo zla'i 'go 'dzin,
- Dus sbyor malika'i phreng ba'i rtsa-'grel,
- lHa dbang phyug gis brtsams pa'i dbyangs 'char gyi rgyud le'u bcu-pa'i 'grel-pa mchog tu dga'-ba'i sgra-dbyangs,
- bDun-tshig tu phab pa'i sgra-dbyangs,
- 'Byung ba khong khrol,
- bDud rtsi 'o-ma'i chu rgyun,
- bDe legs kun 'byung.